# Тадж-Махал (развлекательный комплекс)
The Hard Rock Hotel & Casino Atlantic City — развлекательный комплекс в Атлантик-Сити, штат Нью-Джерси, США. Владельцем комплекса является «Hard Rock International». В комплексе размещены гостиницы, рестораны, арены для спортивных состязаний.
В комплексе регулярно организуются концерты (в частности, совместный концерт Пугачёвой и Киркорова), устраиваются спортивные соревнования, в частности регулярно проводились боксёрские бои Олега Маскаева, Николая Валуева, Владимира Кличко и других. В этом казино снимался российский фильм «На Дерибасовской хорошая погода, или На Брайтон-Бич опять идут дожди».

## История

### Trump Taj Mahal (1990—2016)
Строительство комплекса началось в 1983 году. Работы по возведению проводила компания «Resorts International» с предполагаемым бюджетом в 250 миллионов долларов. Глава «Resorts» Джеймс Кросби заявлял, что он может быть назван «United States Hotel» как первый крупный отель города.
После смерти Кросби в апреле 1986 года компания «Resorts International» стала объектом поглощения. Тадж-Махал столкнулся со строительными проблемами, и наследники Кросби, не имея опыта в крупных девелоперских проектах, сомневались в перспективе успешного завершения проекта. В июле 1987 года Дональд Трамп, которому принадлежали два других казино Атлантик-Сити, победил нескольких других претендентов на покупку контрольного пакета акций компании, став владельцем комплекса за 79 миллионов долларов. Трамп был назначен председателем «Resorts International» и сказал, что завершит строительство Тадж-Махала примерно через год.
Поскольку закон Нью-Джерси запрещал кому-либо владеть более чем тремя казино, Трамп планировал закрыть оригинальное казино «Resorts» и использовать его в качестве гостиничного приложения к Тадж-Махалу.
Поскольку общий бюджет строительства вырос до 930 миллионов долларов, «Resorts» стремилась собрать 550 миллионов долларов для завершения строительства и пыталась привлечь дополнительные источники финансирования. В начале 1988 года компания заявила, что находится на грани банкротства. Трамп сделал тендерное предложение о покупке всех находящихся в обращении ценных бумаг по 22 доллара за акцию, заявив, что он готов лично финансировать строительство при условии полного владения компанией. Телевизионный продюсер Мерв Гриффин сделал неожиданное предложение о покупке компании за 35 долларов за акцию, что стало причиной борьбы между ним и Трампом, доходило даже до судебных тяжб. В ноябре 1988 года они достигли соглашения, которое выразилось в том, что Гриффин купил компанию, а Трамп приобрёл у компании сам Тадж-Махал за 273 миллиона долларов.
Трамп привлёк 675 миллионов долларов для финансирования покупки и завершения возведения казино, в основном за счёт мусорных облигаций с 14-процентной процентной ставкой.
Казино открылось 2 апреля 1990 года. С игровым пространством площадью 11 000 квадратных метров оно претендовало на звание крупнейшего казино в мире (хотя это оспаривалось «Ривьерой») и позиционировало себя как «восьмое чудо света». Торжественная церемония открытия состоялась три дня спустя.
В 1991 году Тадж-Махал пережил первое банкротство, в результате чего Трамп передал 50-процентную долю в бизнесе держателям облигаций в обмен на снижение процентных ставок и более длительный график выплат.

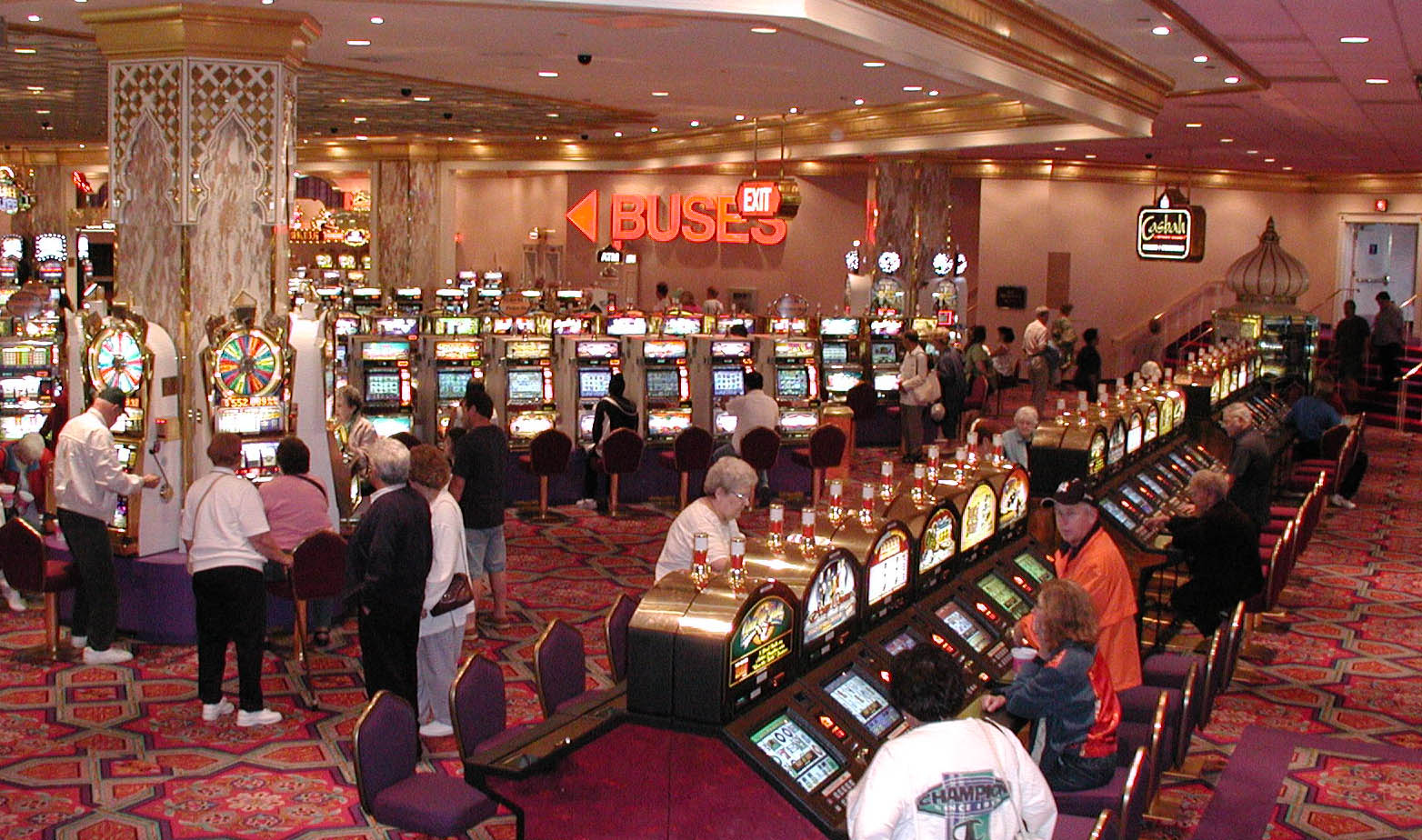
Интерьер казино (2004)

Компания Трампа «Trump Hotels & Casino Resorts» приобрела Тадж-Махал в 1996 году в результате сделки в 890 миллионов долларов. В 1990-х годах казино Тадж-Махал было «крупнейшим и самым ярким казино в мире», и Трамп взял на себя «огромное долговое бремя», чтобы запустить его. В течение восемнадцати месяцев после открытия, когда казино находилось на грани банкротства, оно стало «предпочтительным местом азартных игр для представителей русской мафии, живущих в Бруклине».
Казино Тадж-Махал было самым кассовым в городе до открытия «Borgata» в 2003 году. «The Chairman Tower» открылась в 2008 году, в результате чего комплекс насчитывает менее 2000 номеров.
В понедельник, 10 октября 2016 года, отель и казино «Trump Taj Mahal» были закрыты после хаоса, вызванного забастовкой работников казино. «Hard Rock Cafe» оставалось открытым.

### Hard Rock Hotel & Casino (с 2018 года)
1 марта 2017 года «Hard Rock International» объявила о покупке «Trump Taj Mahal», а уже 27 июня 2018 года официально открылась под названием «Hard Rock Hotel & Casino» в Атлантик-Сити.